# Be like Me
Be like Me è un singolo del rapper statunitense Lil Pump, pubblicato il 22 febbraio 2019.

## Tracce
1. Be like Me – 4:00